# دلغة (بهمنشير الجنوبي)
دلغة (بالفارسية: دلگه) هي قرية تقع في إيران في قسم بهمنشير الجنوبي الريفي. يقدر عدد سكانها بـ 301 نسمة بحسب إحصاء 2016.